# جفری انتوون
جفری انتوون (انگلیسی: Geoffrey Enthoven؛ زادهٔ ۶ مهٔ ۱۹۷۴) کارگردان، فیلم‌نامه‌نویس، اهل بلژیک است. وی از سال ۱۹۹۹ میلادی تاکنون مشغول فعالیت بوده‌است.